# 劉易斯敦 (密蘇里州)
劉易斯敦（英語：Lewistown）是位於美國密蘇里州劉易斯縣的城市。

## 人口
根據2020年美國人口普查的數據，劉易斯敦的面積為1.30平方千米，皆為陸地。當地共有人口521人，而人口密度為每平方千米401人。